# Marry Me
Merry Me este o piesă a cântăreței finlandeze Krista Siegfrids, care va reprezenta Finlanda la Concursul Muzical Eurovision 2013